# Le Renard pris au piège
Le Renard pris au piège est un tableau réalisé par le peintre français Gustave Courbet vers 1860. Cette huile sur toile est une peinture animalière qui représente un renard se roulant dans la neige alors qu'il a une patte arrière prise dans la mâchoire d'un piège. L'œuvre est conservée au musée Courbet, à Ornans, dans le Doubs, depuis son acquisition grâce au mécénat en 1990.
Une autre version présentant le même objet mais une composition modifiée se trouve quant à elle au musée national de l'Art occidental, à Tokyo, au Japon.

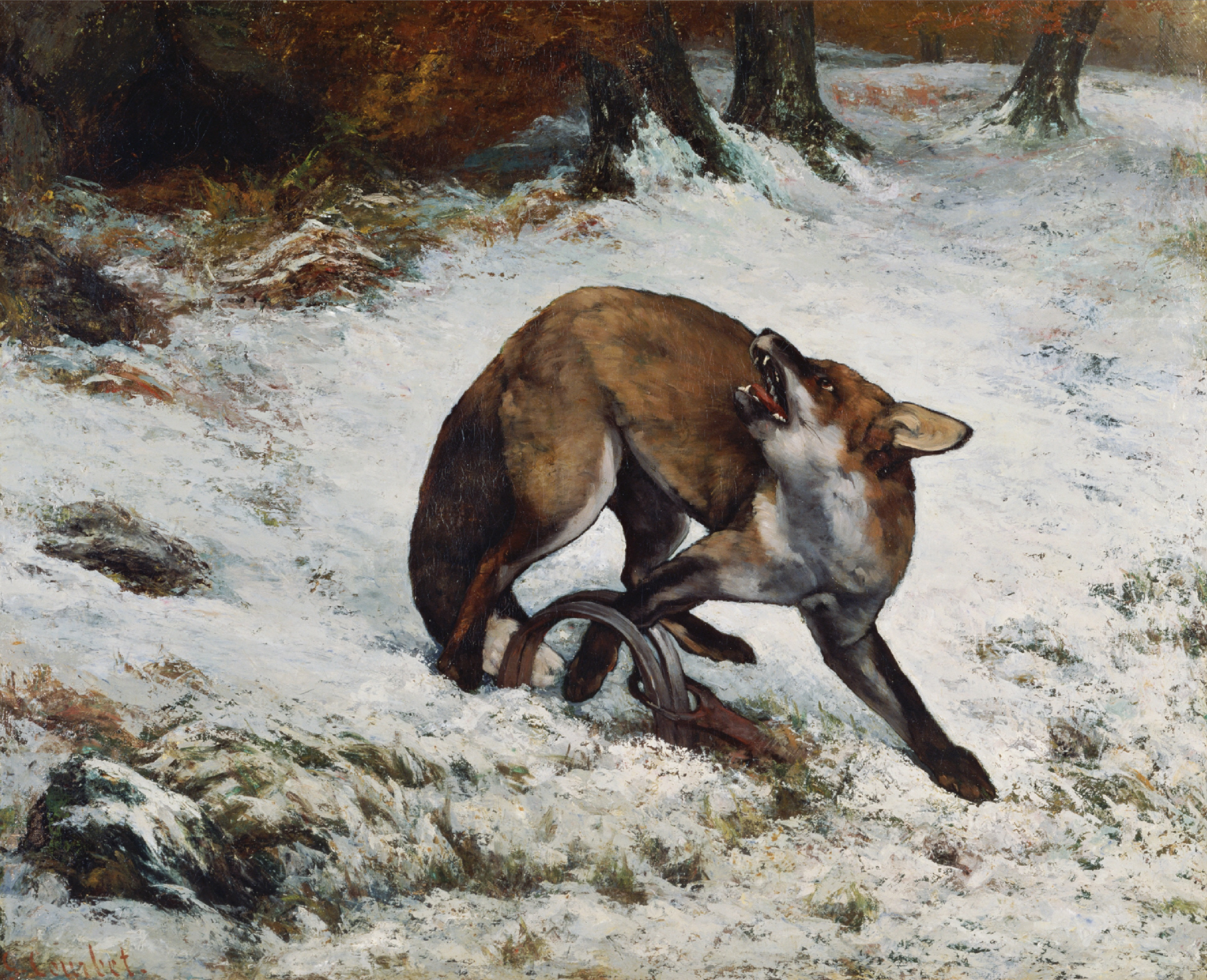
Le Renard pris au piège, musée national de l'Art occidental, Tokyo.
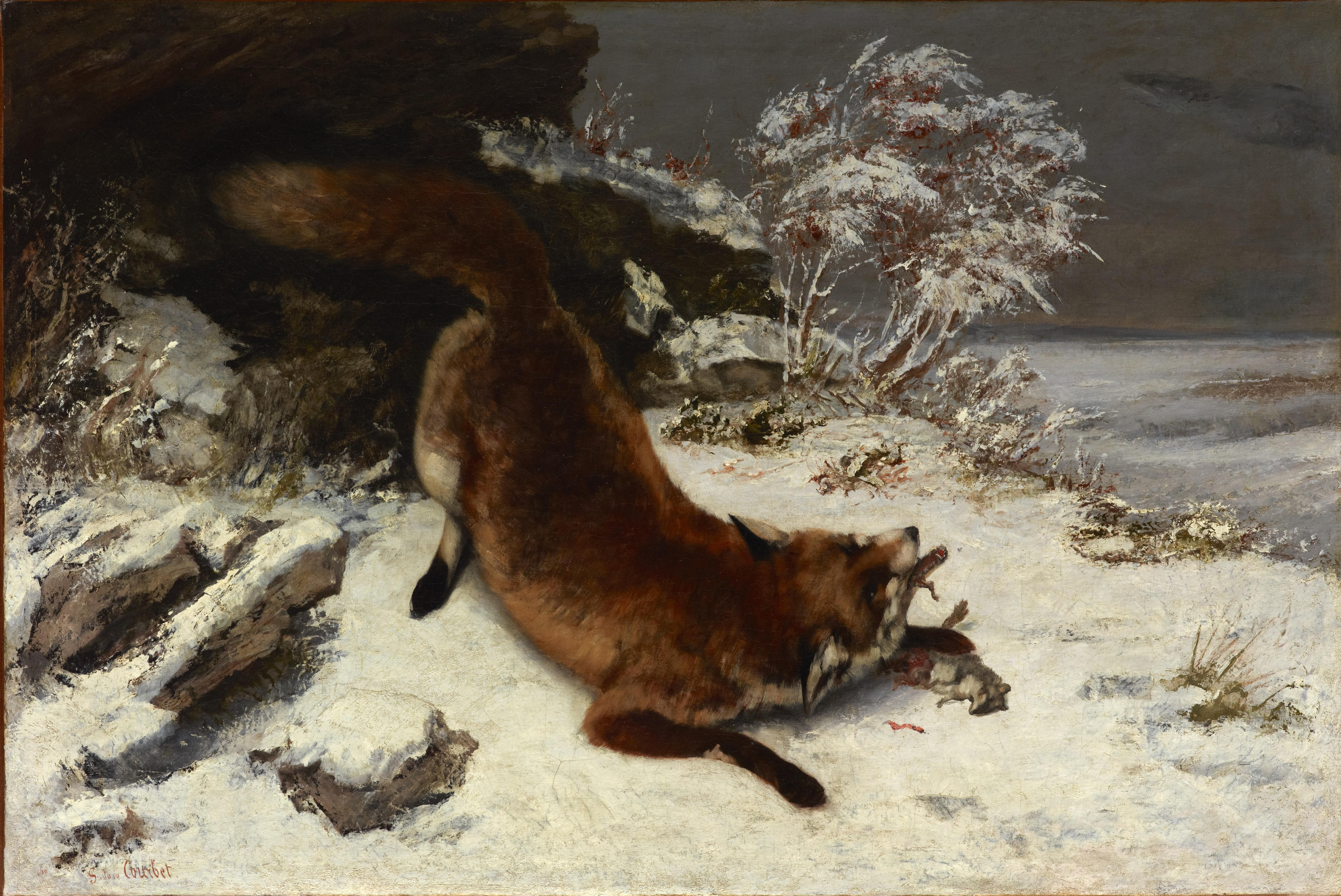
Le Renard dans la neige, musée d'Art de Dallas, Dallas.